# Улица Металлургов (Москва)
Улица Металлу́ргов — улица в Восточном административном округе, проходит в районах Перово, Новогиреево и Ивановское.

## Про улицу
Улица названа в честь металлургов. Улица начинается от 1-й Владимирской улицы, а заканчивается на перекрёстке со Свободным проспектом, переходя в Напольный проезд.
На перекрёстке ул. Металлургов и 2-й Владимирской улицы расположен памятник Сталеварам (работникам металлургического комбината Серп и Молот)

## История
В составе города Перова улица в разное время называлась Пионерской, Полевой, а с 1950 года — 8-й Владимирской. После включения в черту Москвы в 1964 году получила современное название, обусловленное расположением на этой улице жилых домов металлургического завода «Серп и молот».

## Примечательные здания и сооружения
По чётной стороне:
- д. 22/22 (на углу с 3-й Владимирской ул.) — пятиэтажный панельный жилой дом, в подъезде которого 5 марта 1993 года был убит создатель поп-группы «Комбинация» А. В. Шишинин.

По нечётной стороне:
- д. 5 — Перовский турклуб.